# Mănăstirea Vranjina
Mănăstirea Vranjina (în sârbă Манастир Врањина, cu alfabetul latin: Manastir Vranjina), cunoscută și sub numele de Mănăstirea Vranina sau Mănăstirea „Sf. Nicolae”, este o mănăstire ortodoxă sârbă situată în partea de sud-est a insulei Vranjina de pe lacul Skadar din Muntenegru. Mănăstirea Vranjina cu biserica sa închinată Sfântului Nicolae este una dintre cele mai vechi mănăstiri din Muntenegru.

## Istoric

### Fondarea mănăstirii și daniile primite
Pe baza crisobulului din 1233 al prințului Rastko Nemanjić (Sfântul Sava), cel mai vechi document care menționează această mănăstire, se poate concluziona că Mănăstirea Vranjina a fost fondată între 1221 și 1223 de Sava, primul arhiepiscop al Bisericii Ortodoxe Sârbe autocefale, sau de Ilarion Šišojević, primul mitropolit al Mitropoliei Zetei. Potrivit unor relatări, mitropolitul Ilarion a fost îngropat în curtea mănăstirii. 
Averea mănăstirească a fost formată inițial din terenuri și venituri dăruite de membrii dinastiei Nemanjić, care au făcut cele mai importante donații mănăstirii. Sfântul Sava a dăruit o parte din terenurile Metohului Sfântului Mântuitor de la Plavnica, în timp ce regele Ștefan Vladislav (1234-1243) a acordat mănăstirii satele Godinje, Medveđa Glava și Kruševica din regiunea istorică sudică Crmnica, iar regina Elena de Anjou (soția regelui Ștefan Uroș I) i-a donat pământurile aflate în jurul localităților Krnjice și Uljanik în 1280. În jurul anului 1296 regele Stefan Milutin (1282-1321) i-a acordat satul Orahovo și 100 perperi din venitul adus de târgul Sveti Srđ din apropierea orașului Shkodër (aflat azi în Albania). Vranjina a devenit în curând faimoasă pentru bogăția sa. În 1348 împăratul Stefan Dušan (1346-1355) a cedat mănăstirea împreună cu jumătate din veniturile sale Bisericii „Sf. Arhanghel Mihail” din Ierusalim (despre care se crede că a fost întemeiată de regele Milutin). În acest fel, Vranjina a devenit un metoh al Bisericii „Sf. Arhanghel Mihail” din Ierusalim. Cartele acordate Mănăstirii Vranjina în secolul al XIV-lea i-au menționat pe albanezi (arbănași), vlahi, latini (credincioșii catolici) și sârbi (în sens etnic) printre cei care ar putea aduce pagube bunurilor mănăstirii.

### Situația mănăstirii după destrămarea Țaratului Sârb
Mănăstirea Vranjina a primit mai târziu moșii mari din partea membrilor familiilor nobiliare Balšić și Crnojević care au condus Principatul Zeta. În 1404 Đurađ Stracimirović a donat mănăstirii satul Rake, în timp ce Balša al III-lea i-a dăruit un iaz cu apă sărată (1417) și satul Karuč din regiunea Crmnica (1420). În perioada care a urmat după stăpânirea monarhilor din dinastia Nemanjić, în timpul căreia toate moșiile aparțineau monarhului, nobilii locali au început să solicite drepturi de proprietate asupra moșiilor, inclusiv a moșiilor care aparțineau metohurilor monahale. O adunare faimoasă a avut loc în 6 septembrie 1455 la Mănăstirea Vranjina, atunci când în urma creșterii amenințării turcești, triburile din regiunea montană Brda au jurat credință Republicii Venețiene în prezența proveditorului venețian. Stefan Crnojević, ducele Zetei, care se alăturase deja venețienilor, a organizat adunarea și a luat parte la ea. În chestiunea organizării bisericești, adunarea a hotărât recunoașterea autorității mitropolitului Zetei, care era contestată la acea vreme de mitropolitul unit grec, cu sediul la Mănăstirea Ostros; mitropolitul unit era considerat un ierarh necanonic deoarece fusese impus și instalat de venețieni în urma Conciliului de la Florența (1438-1439). Participanții la adunare au cerut ca mitropolitul lor să fie slav și ca Mănăstirea Vranjina, unde se afla atunci sediul temporar al Mitropoliei, să fie recunoscută ca reședință oficială. În 1469 ducele Ivan Crnojević (1465-1490) a returnat toate fostele moșii ale Vranjinei, care includeau satele Limljani, Limsko Polje, Brčeli, Ovtočići, Tomići și Šišovići de pe valea râului Zeta. În anul 1478, în timpul Asediului Shkodrei, sultanul Mahomed Cuceritorul a confirmat mănăstirii toate drepturile și privilegiile deținute pentru a obține sprijin din partea triburilor locale.
Mănăstirea a fost sediul temporar al Mitropoliei Zetei după distrugerea Mănăstirii „Sfântul Arhanghel Mihail” în 1441 și a îndeplinit acest rol până în 1481 când, din cauza atacurilor otomane tot mai numeroase, scaunul mitropolitan a fost mutat pentru scurt timp la Mănăstirea Kom. În cele din urmă, ducele Ivan Crnojević l-a mutat în 1485 la noua mănăstire din orașul Cetinje. La începutul secolului al XVI-lea au reînceput presiunile pentru cedarea proprietăților deținute, de data aceasta din partea satelor vecine, așa că mănăstirea a trebuit să-i ceară sangeac-bei-ului Skenderbeg Crnojević (1514-1528) să-i protejeze drepturile sale în 1527. Mănăstirea ajunsese atât de săracă în secolul al XVII-lea, încât în anul 1665 egumenul său, împreună cu egumenul Mănăstirii Moračnik, au cerut ajutor episcopului catolic al orașului Scutari, Pjetër Bogdani.

### Distrugerea mănăstirii de către turci
Clădirile mănăstirești au fost incendiate de oștile otomane în 1714, în timpul invaziei lui Numan Pașa în Muntenegru. Cei nouă apărători ai mănăstirii, inclusiv egumenul Nikolai din Podgora și voievodul Ratko Orlandić, care erau mult mai puțini ca număr, s-au baricadat în mănăstire și au murit arși de vii.
Biserica a fost reparată ulterior, dar mănăstirea a devenit tot mai săracă în perioada următoare deoarece proprietățile sale au fost în mare parte înstrăinate, iar iobagii mănăstirii au preluat abuziv pământurile pentru a le cultiva. Turcii nu au mai acordat nicio importanță mănăstirii, iar atacurile cetelor de tâlhari au început să fie tot mai frecvente în zona lacului Skadar la mijlocul secolului al XVIII-lea. Ca urmare a întețirii acestor atacuri, turcii au început să fortifice toate cetățile existente în zonă, iar în anul 1843 pașa de Shkodër, Osman-pașa Skopliak, a pătruns în zonă cu o armată puternică și a ocupat insula Lesendro și Mănăstirea Vranjina, ucigându-i pe apărători. Pașa a ordonat demolarea bisericii și a întregii mănăstiri, a înălțat un turn fortificat pe ruinele lor și a construit o cetate modernă pe insula Lesendro. Toate urmele mănăstirii au fost complet distruse.

### Reconstrucția mănăstirii
Insula Vranjina a intrat în componența Principatului Muntenegru prin hotărârea Congresului de la Berlin din 1878, iar prințul Nikola I a dispus reconstruirea vechii biserici, construirea unei clădiri mari (conac) și a două clădiri mai mici și repopularea mănăstirii cu călugări. Biserica avea o formă de navă și o clopotniță pe fronton, fiind lipsită de ornamente deosebite. Principele și principesa, precum și alți membri ai familiei princiare Petrović, veneau deseori aici, iar două fiice necăsătorite ale principelui, prințesele Xenia (1881-1960) și Vjera (1887-1927), au intenționat să devină călugărițe la Vranjina.
Vântul puternic care suflă dinspre sud a doborât clopotnița de pe fronton în 1892, iar biserica a suferit crăpături și clopotele s-au spart. Istoricul Andrija Jovićević consemna în anii 1930 că mănăstirea se afla într-o stare proastă, deoarece nu avea venituri, iar proprietățile sale fuseseră reduse la o suprafață mică de teren aflat în jurul ei. După sfârșitul celui de-al Doilea Război Mondial, abolirea monarhiei și instaurarea regimului comunist în Iugoslavia, Mănăstirea Vranjina a trecut printr-o perioadă foarte grea. Viața monahală a continuat până în 1960, când starețul Roman Vukmanović a murit, iar mănăstirea a rămas apoi pustie. Mitropolitul Danilo Dajković (1961-1990) a permis unor oameni săraci să locuiască în conacul mănăstirii pentru a avea grijă de biserică și de clădirile adiacente. Conacul a luat foc în 1971 din cauze necunoscute, iar o mare parte a bunurilor au fost distruse. Lucrări noi de renovare au început în anul 1998, cu sprijinul Consiliului Național Sârb din Muntenegru. Un călugăr s-a mutat în conac și slujește zilnic liturghia în biserică.
Arhitectură: Biserica păstrată este caracterizată de ziduri de piatră, uși de lemn și arcade.
Zetska Sveta Gora: Mănăstirea Vranjina, împreună cu alte mănăstiri situate pe malurile lacului Skadar, formează o unitate spirituală și istorică cunoscută sub numele de "Zetska Sveta Gora" (Muntele Sfânt al Zetei).
Acces: Se poate ajunge la mănăstire cu barca sau caiacul din localitățile Virpazar sau Rijeka Crnojevića. Există și posibilitatea de a merge cu mașina până în satul Vranjina și de a urca pe jos până la mănăstire.
Turism: Mănăstirea este un important obiectiv turistic, oferind vizitatorilor o combinație de istorie, spiritualitate și peisaje naturale deosebite ale lacului Skadar.
Mănăstirea Vranjina este un simbol al moștenirii culturale și religioase a Muntenegrului, cu o istorie bogată și o locație pitorească.